# Fetales Tabaksyndrom
Das Fetale Tabaksyndrom (FTS) bezeichnet die vorgeburtlich entstandene Schädigung eines Kindes durch Tabakrauchen oder Passivrauchen der Mutter während der Schwangerschaft.

## Definition
Wird ein Embryo (bis zur neunten Schwangerschaftswoche) oder Fetus (ab der neunten Schwangerschaftswoche) während seiner Entwicklung Nikotin und anderen im Tabakrauch enthaltenen Giften ausgesetzt, so kann er in seiner Entwicklung beeinträchtigt werden und bestimmte Schädigungen erfahren, die sich im späteren Leben negativ bemerkbar machen können. Auch kann es zu Früh- oder Fehlgeburt kommen. Nachgeburtlich diagnostizierbare Schäden fasst man unter dem Begriff Fetales Tabaksyndrom zusammen.

## Geschichte
Im Jahr 1957 erschien die erste Studie, die ein verringertes Geburtsgewicht bei Kindern rauchender Mütter nachwies. In den folgenden Jahrzehnten erschienen weitere medizinische Publikationen, die den Zusammenhang zwischen dem Rauchen und fetalem Wachstum und der weiteren kindlichen Entwicklung beschreiben. Jüngere Studien zeigen auch Verbindungen zwischen Tabakkonsum während der Schwangerschaft und Atemwegserkrankungen, Mittelohrentzündungen, Übergewicht, sowie Problemverhalten und Sozialisierungsprobleme auf, zu denen auch Depressionen, Alkoholmissbrauch und Missbrauch anderer Substanzen zählen. Das Rauchen ist ebenfalls eine der Ursachen für Frühgeburten und Fehlgeburten, perinatale Sterblichkeit und plötzlichen Kindstod.
In einer 1985 erschienenen wissenschaftlichen Veröffentlichung erwähnten die Autoren Nieburg et al. erstmals einen neuen Oberbegriff für die vielfältigen Krankheitsbilder, die als gemeinsame Ursache das Rauchen während der Schwangerschaft aufweisen. Unter dem Begriff „Fetales Tabaksyndrom“ (FTS) gaben sie den vielfältigen Symptomen, die durch schwangerschaftlichen Tabakkonsum hervorgerufen werden, einen Namen.

## Prävention
Die Vermeidung von tabakbedingten Schädigungen des ungeborenen Kindes ist der Verzicht auf den aktiven und passiven Konsum von Tabakrauch durch die Schwangere während der gesamten Dauer der Schwangerschaft.
Eine Studie der Universität Greifswald ermittelte regional, dass 21 % der Schwangeren in Deutschland bis zur Geburt raucht. Unter diesen sind insbesondere jüngere Frauen mit geringerer Schulbildung bei der ersten Schwangerschaft. Die Vergleichswerte sind niedriger in Ländern, die Tabakrauchen effizienter bekämpfen: USA 12 %, Schweden nur 10 %. Studienleiterin Kathrin Röske, Psychologin vom Institut für Epidemiologie und Sozialmedizin fordert daher das Begegnen des Rauchverhaltens Schwangerer in Deutschland mit „effektiven präventiven Maßnahmen“.

## Gesundheitliche Gefährdungen
In einer 2011 veröffentlichten Studie des University College London wurden 172 Forschungsarbeiten der letzten 50 Jahre analysiert. Dabei wurden 174.000 Fehlbildungen mit 11,7 Millionen Kontrollen verglichen.
Das Ergebnis war, dass Rauchen in der Schwangerschaft das Risiko von Hand- und Fußfehlbildungen, von Klumpfüßen und Gastrointestinale Fehlbildungen,  Gastroschisis, Fehlbildungen des Schädels (Kraniosynostose), Spaltbildung an Lippe, Kiefer oder Gaumen und Fehlbildungen an den Augen erhöht. Für andere Fehlbildungen wie einen angeborenen Herzfehler wurde kein erhöhtes Risiko gefunden.
In einer 2009 veröffentlichten gemeinsamen Studie mehrerer deutscher Universitäten, Krankenhäuser und Institute konnte anhand einer Gruppe von fast 6000 Kindern bis zum Alter von zehn Jahren nachgewiesen werden, dass Passivrauchen während der Schwangerschaft mit einer signifikant erhöhten Rate von Hyperaktivität, Aufmerksamkeitsdefiziten und anderen Verhaltensauffälligkeiten einhergeht.